# Уравнение Орра — Зоммерфельда
Уравнение Орра — Зоммерфельда — уравнение гидродинамической задачи на собственные значения, описывающее устойчивость плоскопараллельного потока вязкой несжимаемой жидкости с произвольными граничными условиями и профилем скорости. Является одним из основных уравнений теории гидродинамической устойчивости.
Уравнение впервые опубликовано в работах Уильяма Макфаддена Орра и Арнольда Зоммерфельда в 1907—1908 годы.

## Формулировка задачи

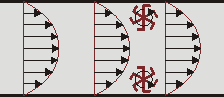
Схематическое изображение основного стационарного плоскопараллельного течения на примере течения Пуазёйля. Малые возмущения скорости, исследуемые в задаче устойчивости, имеют обе компоненты.

Уравнение Орра — Зоммерфельда получается из уравнений Навье — Стокса для малых возмущений стационарного течения. Предполагая, что скорость течения может быть представлена в виде
{\displaystyle {\vec {v}}=U(z){\vec {e}}_{x}+{\vec {v}}'(x,z),}
где {\displaystyle U(z)} — профиль стационарного течения, можно перейти к линеаризованным уравнениям Навье-Стокса для возмущений, которые допускают решения в виде бегущих волн {\displaystyle {\vec {v}}'\sim \exp(ik(x-ct))}, где {\displaystyle k} — волновое число возмущений вдоль оси {\displaystyle x}, а {\displaystyle c} — скорость их распространения.
Последовательно исключая из уравнений давление и горизонтальную компоненту скорости возмущений непосредственно или путём перехода к функции тока, можно привести систему к одному уравнению для вертикальной компоненты, потенциала скорости или функции тока, независимо от выбранных преобразований:
{\displaystyle (U-c)\left({\frac {\partial ^{2}\varphi }{\partial z^{2}}}-k^{2}\varphi \right)-{\frac {\partial ^{2}U}{\partial z^{2}}}\varphi ={\frac {1}{ik\mathrm {Re} }}\left({\frac {\partial ^{4}\varphi }{\partial z^{4}}}-2k^{2}{\frac {\partial ^{2}\varphi }{\partial z^{2}}}+k^{4}\varphi \right),}
где {\displaystyle \mathrm {Re} } — безразмерное число Рейнольдса.
При записи возмущений в виде {\displaystyle {\vec {v}}'\sim \exp(ikx+\lambda t)}, где {\displaystyle \lambda } — инкремент (скорость роста) возмущений, можно получить несколько иной вид уравнения:
{\displaystyle (\lambda +ikU)\left({\frac {\partial ^{2}\varphi }{\partial z^{2}}}-k^{2}\varphi \right)-ik{\frac {\partial ^{2}U}{\partial z^{2}}}\varphi ={\frac {1}{\mathrm {Re} }}\left({\frac {\partial ^{4}\varphi }{\partial z^{4}}}-2k^{2}{\frac {\partial ^{2}\varphi }{\partial z^{2}}}+k^{4}\varphi \right).}
Уравнение дополняется граничными условиями для возмущений, соответствующими задаче. Например, для течения в канале с двумя твёрдыми стенками, на них будет выполняться
{\displaystyle \varphi =0,{\frac {\partial \varphi }{\partial z}}=0,}
в случае, если понимать под {\displaystyle \varphi } вертикальную компоненту скорости возмущений или потенциал поля скорости, или же
{\displaystyle \varphi =0,{\frac {\partial \varphi }{\partial x}}=0,}
если {\displaystyle \varphi } — функция тока.
Собственным числом полученной краевой задачи является скорость распространения возмущений {\displaystyle c}, которая зависит от волнового числа и числа Рейнольдса. В общем случае, она является комплексным числом, и если мнимая часть скорости оказывается положительной, это приводит к экспоненциальному росту возмущений во времени и, соответственно, потере устойчивости стационарного течения и переходу от ламинарного течения к турбулентному.

## Решения уравнения
В общем случае, даже для самых простых профилей скорости, таких, как течение Пуазёйля, данное уравнение не может быть решено аналитически. Точное решение может быть получено только для течения Куэтта (см. ниже). Для произвольных течений применяются асимптотические методы, спектральные методы (метод коллокаций, метод Галёркина и др.), специализированные алгоритмы численного решения краевых задач, такие как метод стрельбы или метод дифференциальной прогонки, или прямое численное моделирование развития неустойчивости течения.